# Nyphasia maculata
Nyphasia maculata är en skalbaggsart som beskrevs av Brongniart 1892. Nyphasia maculata ingår i släktet Nyphasia och familjen långhorningar. Inga underarter finns listade i Catalogue of Life.